# Thomas Huyghe
Thomas Huyghe (19 juni 1991) is een Vlaamse cartoonist, acteur, comedian, televisiemaker en presentator.

## Studies
Huyghe groeide op in het Meetjeslandse Sint-Laureins en studeerde aan de Koninklijke Academie voor Schone Kunsten, ook wel KASK genoemd. Als studierichting koos hij voor Animatietechnieken. Huyghe maakte voor zijn eindwerk de kortfilm Het lijden van de jonge Wagner.

## Muziek
Huyghe speelde tot 2015 in de indierockband Ping Pong Tactics. Ze werden geselecteerd voor de finale van De Nieuwe Lichting van Studio Brussel, maar wonnen niet.

## Televisie
Jelle De Beule tipte de redactie van De Ideale Wereld over Huyghe, nadat hij diens eindwerk had gezien. Aanvankelijk werkte hij achter de schermen, maar op termijn verscheen hij ook in korte filmpjes. Sinds seizoen 10 is hij ook een van de vaste sidekicks van presentator Jan Jaap van der Wal. Sinds 2015 presenteert Huyghe het archiefprogramma 't is Gebeurd op VIER. Zijn meest opvallende rol was die als beginnend sportjournalist van DIW Sports, het sportmagazine van De Ideale Wereld, waarin hij domme vragen stelt aan sportfiguren. In 2018 verzorgde hij interviews voor Sven De Leijers jaaroverzicht dat in de laatste week van 2018 werd uitgezonden op Eén, Vrede op aarde. Huyghe nam in 2019 deel aan De slimste mens ter wereld, waar hij in de finale belandde en op de tweede plek eindigde. Lieven Scheire won deze editie van de populaire quiz. Vanaf 23 december 2020 kwam er 8 dagen lang dagelijks een aflevering van Het leven.doc online op streamingplatform VRT NU. In dit programma praatte Huyghe elke aflevering met 4 BV's over de "do's- and-don'ts" van het leven.
In het najaar van 2022 neemt hij deel aan De Allerslimste Mens ter Wereld.
In november 2022 presenteert hij ter ere van de 25ste verjaardag van Canvas samen met Phara de Aguirre de quiz 25 jaar Canvas, over de geschiedenis van de zender met bekende mensen die in die tijd de revue passeerden. In maart 2025 herhaalden Huyghe en De Aguirre dit format met De Krokusquiz.